# Szachtior Kyzył-Kyja
Szachtior Kyzył-Kyja (kirg. Футбол клубу «Шахтёр» Кызылкыя) – kirgiski klub piłkarski, mający siedzibę w mieście Kyzył-Kyja, w południowo-zachodniej części kraju.

## Historia
Chronologia nazw:
- 1966: Szachtior Kyzył-Kyja (ros. «Шахтёр» Кызылкыя)
- 1992: Semetej Kyzył-Kyja (ros. «Семетей» Кызылкыя)
- 1997: Semetej-Dinamo Kyzył-Kyja (ros. «Семетей-Динамо» Кызылкыя)
- 1998: Semetej Kyzył-Kyja (ros. «Семетей» Кызылкыя)
- 2001: FK Kyzył-Kyja (ros. ФК «Кызылкыя»)
- 2006: Szachtior Kyzył-Kyja (ros. «Шахтёр» Кызылкыя)

Piłkarski klub Szachtior został założony w miejscowości Kyzył-Kyja w roku 1966. Zespół najpierw występował w rozgrywkach regionalnych (Mistrzostwa Kirgiskiej SRR). W 1972 zdobył Puchar Kirgiskiej SRR i startował w Pucharze ZSRR wśród drużyn amatorskich. 
W 1992 po uzyskaniu niepodległości przez Kirgistan klub zmienił nazwę na Semetej Kyzył-Kyja i debiutował w Wyższej Lidze Kirgistanu, w której zajął 5.miejsce. W 1995 zdobył pierwszy tytuł - Puchar Kirgistanu. W 1996 90% piłkarzy zostało zaproszonych do klubu Metałłurg Kadamżaj, z którym zdobył mistrzostwo. Po zakończeniu sezonu kiedy Metałłurg z powodów finansowych został rozwiązany, piłkarze ponownie wrócili do Semeteju. W 2000 zespół zajął 10.miejsce i spadł do Pierwszej ligi. W 2001 klub zmienił nazwę na FK Kyzył-Kyja i zakończył rozgrywki na drugim miejscu w grupie południowej. W 2002 ponownie startował w Wyższej Lidze. Zajął 8.miejsce, ale w następnym roku nie przystąpił do rozgrywek profesjonalnych. W 2004 występował w Pierwszej Lidze. W 2006 przywrócił nazwę Szachtior Kyzył-Kyja i kolejny raz startował w Wyższej Lidze, gdzie najpierw zajął trzecie miejsce w grupie B, ale z powodów finansowych nie przystąpił do dalszych rozgrywek w grupie finałowej. Potem występował w Pierwszej Lidze.

## Sukcesy

### Trofea międzynarodowe
| \| \| Zdobyte trofea w rozgrywkach międzynarodowych (stan na: 31-12-2015) \| |                                                                     |      |          |
| Rozgrywki                                                                    | Osiągnięcie                                                         | Razy | Sezon(y) |
| · Liga Mistrzów AFC                                                          | zdobywca                                                            | 0    |          |
| · Liga Mistrzów AFC                                                          | finalista                                                           | 0    |          |
| Puchar AFC                                                                   | zdobywca                                                            | 0    |          |
| Puchar AFC                                                                   | finalista                                                           | 0    |          |
| Azjatycki Puchar Zdobywców                                                   | zdobywca                                                            | 0    |          |
| Azjatycki Puchar Zdobywców                                                   | finalista                                                           | 0    |          |
| Azjatycki Puchar Zdobywców                                                   | runda 2                                                             | 1    | 1996/97  |
| Puchar Prezydenta AFC                                                        | zdobywca                                                            | 0    |          |
| Puchar Prezydenta AFC                                                        | finalista                                                           | 0    |          |
| FIFA                                                                         | Zdobyte trofea w rozgrywkach międzynarodowych (stan na: 31-12-2015) |      |          |

### Trofea krajowe
| \| \| Zdobyte trofea w rozgrywkach Kirgistanu (stan na: 31-12-2015) \| |                                                               |      |          |
| Rozgrywki                                                              | Osiągnięcie                                                   | Razy | Sezon(y) |
| Mistrzostwo                                                            | I miejsce                                                     | 0    |          |
| Mistrzostwo                                                            | II miejsce                                                    | 1    | 1994     |
| Mistrzostwo                                                            | III miejsce                                                   | 1    | 1995     |
| Puchar                                                                 | zdobywca                                                      | 1    | 1995     |
| Puchar                                                                 | finalista                                                     | 1    | 1999     |
| II liga                                                                | I miejsce                                                     | ?    |          |
| II liga                                                                | II miejsce                                                    | ?    |          |
| II liga                                                                | III miejsce                                                   | ?    |          |
| Kirgistan                                                              | Zdobyte trofea w rozgrywkach Kirgistanu (stan na: 31-12-2015) |      |          |

### Inne trofea
- Puchar Kirgiskiej SRR:
  - zdobywca: 1972

## Stadion
Klub rozgrywa swoje mecze domowe na stadionie Centralnym w Kyzył-Kyi, który może pomieścić 2500 widzów.